# Географія Закарпатської області
Географія Закарпатської області - на півночі межує з Львівською областю, на сході з Івано-Франківською областю України. На півдні з Румунією, на південному заході з Угорщиною, а на заході зі Словаччиною, на північному заході з Польщею.

## Географічні особливості
Географічні особливості Закарпаття є зручним з’єднувальним шляхом між державами Північної та Південної, Східної та Західної Європи.
За площею і населенням у масштабах України область невелика. Її територія становить 12,8 тис. кв.км.

## Райони Закарпаття
Закарпаття поділяється на 13 адміністративних районів, має 10 міст, з яких 4 міста обласного підпорядкування Ужгород, Берегово, Мукачево, Хуст, 20 селищ міського типу, 579 сільських населених пунктів.

## Заповідні території

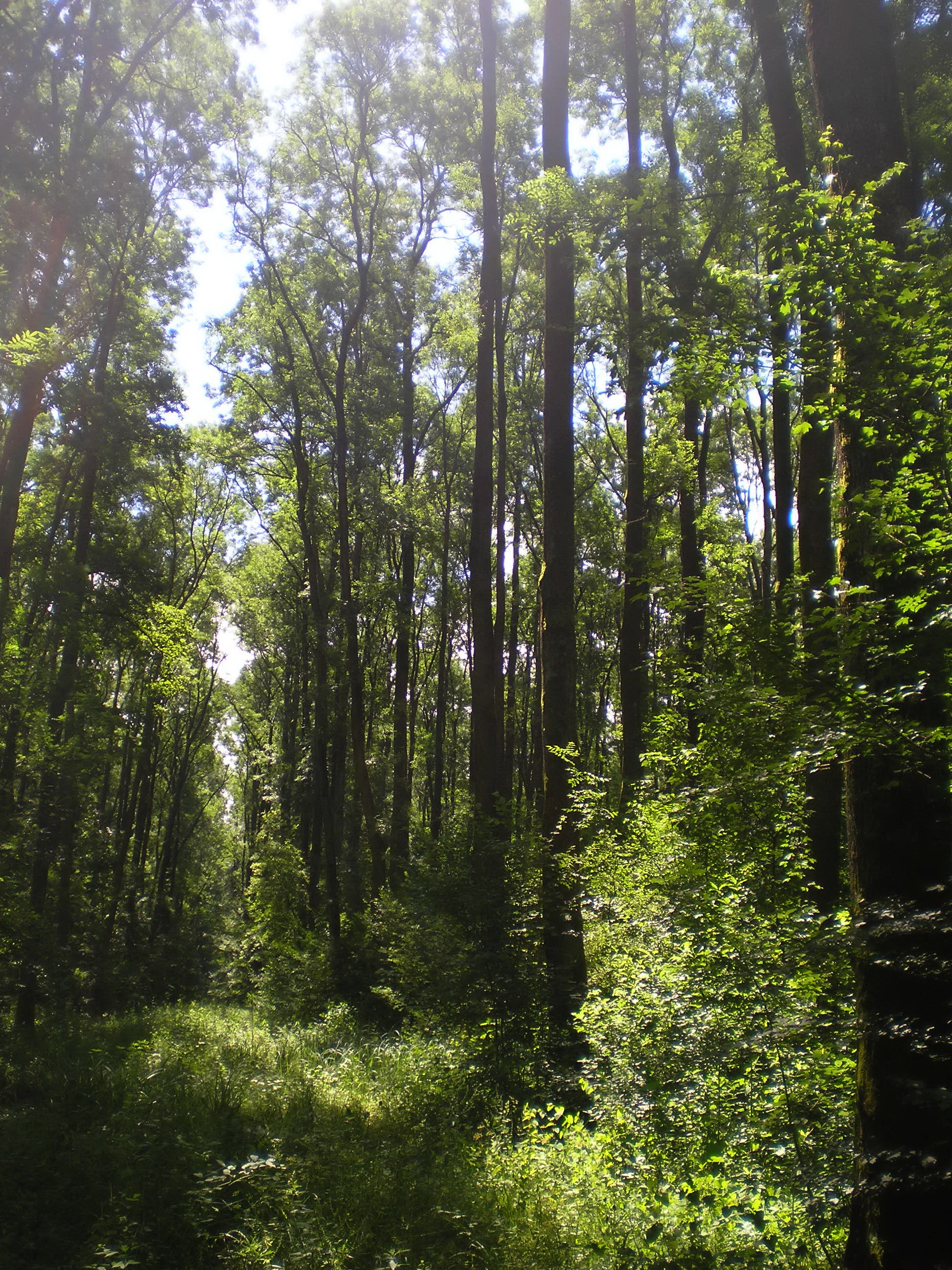
Широколистяний ліс

Найбільші та найцікавіші об'єкти природно-заповідного фонду України належить Карпатський біосферний заповідник, створений постановою уряду України в 1968 році. Екосистеми заповідника віднесені до найцінніших на нашій планеті і з 1993 року входять до міжнародної мережі біосферних резерватів ЮНЕСКО.

## Туризм
Туристи найбільше відвідують санаторії Свалявського району – “Сонячне Закарпаття”, “Поляна”, “Квітка Полонини”, Мукачівського – “Карпати”, “Синяк”, Хустського – “Шаян”, Рухівського – “Гірська Тиса”, Міжгірського – “Верховина”.